# Jonga
Jonga is een geslacht van kreeftachtigen uit de klasse van de Malacostraca (hogere kreeftachtigen).

## Soort
- Jonga serrei (Bouvier, 1909)